# František Studený
František Studený (Nová Ves nad Žitavou, 2 luglio 1911 – Bratislava, 22 dicembre 1980) è stato un pittore e grafico slovacco.

## Biografia
Studiò all'Università Tecnica Ceca di Praga dal 1932 al 1938 sotto la guida di Oldřich Blažíček e Cyril Bouda, dal 1933 al 1940 studiò anche alla facoltà di scienze naturali dell'Università Carolina. Dopo aver conseguito l'abilitazione, insegnò nei ginnasi di Tisovec e di Bratislava, fino al 1950. Prese parte all'Insurrezione nazionale slovacca. Dopo il 1950 si dedicò completamente alla pittura.
Nella sua produzione trova spazio un paesaggio realistico, spesso presentato in serie con variazioni di colore. Soprattutto negli ultimi anni della seconda guerra mondiale, si dedicò alla pittura figurativa, dove prevalgono forti sentimenti sociali, la protesta contro la guerra, ma anche temi desunti dalla difficile vita dei lavoratori.

## Riconoscimenti
- 1962 – Medaglia al merito per la costruzione
- 1964 – Medaglia dell'Insurrezione nazionale slovacca
- 1970 – Medaglia commemorativa della presidenza dell'Unione slovacca degli artisti figurativi per meriti e sviluppo dell'arte figurativa slovacca
- 1971 – Artista meritevole
- 1978 – Artista nazionale